# TMEM220
TMEM220 (англ. Transmembrane protein 220) – білок, який кодується однойменним геном, розташованим у людей на 17-й хромосомі. Довжина поліпептидного ланцюга білка становить 160 амінокислот, а молекулярна маса — 17 754.
| 10         |  | 20         |  | 30         |  | 40         |  | 50         |
| ---------- |  | ---------- |  | ---------- |  | ---------- |  | ---------- |
| MAPALWRACN |  | GLMAAFFALA |  | ALVQVNDPDA |  | EVWVVVYTIP |  | AVLTLLVGLN |
| PEVTGNVIWK |  | SISAIHILFC |  | TVWAVGLASY |  | LLHRTQQNIL |  | HEEEGRELSG |
| LVIITAWIIL |  | CHSSSKNPVG |  | GRIQLAIAIV |  | ITLFPFISWV |  | YIYINKEMRS |
| SWPTHCKTVI |  |            |  |            |  |            |  |            |

A: Аланін

C: Цистеїн

D: Аспарагінова кислота

E: Глутамінова кислота

F: Фенілаланін

G: Гліцин

H: Гістидин

I: Ізолейцин

K: Лізин

L: Лейцин

M: Метіонін

N: Аспарагін

P: Пролін

Q: Глутамін

R: Аргінін

S: Серин

T: Треонін

V: Валін

W: Триптофан

Задіяний у такому біологічному процесі, як альтернативний сплайсинг. 
Локалізований у мембрані.